# Rossinyol cellut
El rossinyol cellut (Tarsiger indicus) és una espècie d'ocell de la família dels muscicàpids (Muscicapidae). Habita en boscos de rododendres i coníferes des de l'Himàlaia fins al centre-sud de la Xina i Taiwan. El seu estat de conservació es considera de risc mínim.